# El Cover
El Cover es una película española de  género comedia musical y romance estrenada en 2021. La película está dirigida por Secun de la Rosa y protagonizada por Àlex Monner y Marina Salas.

## Sinopsis
Dani (Àlex Monner) es un joven alicantino con una gran pasión por la música, sin embargo tiene miedo a fracasar como su padre, por lo que decide no intentarlo escondiéndose en su autenticidad. Ese verano, entre su trabajo de camarero y las noches con los amigos, conocerá a Sandra (Marina Salas), con la que descubrirá la lucha de los cantantes anónimos, los artistas de guerrilla, el amor y qué significa no ser uno más.

## Reparto
| Actor/Actriz              | Personaje                   |
| ------------------------- | --------------------------- |
| Àlex Monner               | Dani                        |
| Marina Salas              | Sandra                      |
| Carolina Yuste            | Margarita Quartiella        |
| Lander Otaola             | Pierre                      |
| Juan Diego                | Daniel 'El Guitarras'       |
| Marco D'Almeida           | Popi                        |
| Carmen Machi              | Marie France                |
| Susi Sánchez              | Shirley                     |
| Jorge Calvo               | Liza                        |
| Rita Ribeiro              | Tina                        |
| José Martins              | Rod                         |
| Xavier Melero             | Lucas                       |
| Ana Hurtado               | Suni                        |
| Cristina Rueda            | Alegría                     |
| Eduardo De Tena           | Rodri                       |
| Ignacio Mateos            | Monfort                     |
| Raul Jiménez              | Fernandito                  |
| Fran Berenguer            | Vicente                     |
| Manuel Canchal            | Macarra                     |
| Pepe Ocio                 | Sebastián, director         |
| Celia de Molina           | Amanda, ayte. director      |
| Diego Paris               | Miguel                      |
| María Hervás              | Moni                        |
| Óscar de la Fuente        | Padre de Moni               |
| Carlos Rivera             | Hermano de Moni             |
| Chema Adeva               | Jefe Terraza                |
| Sandra Collantes          | Camarera y Cantante Tablao  |
| Tania García              | Madre de Dani               |
| Víctor Massán             | Cantante Banda Spanglish    |
| Antonio Orozco            | Luthier                     |
| Esmeralda Rancapino       | Cantaora Tablao Flamenco    |
| Parrita                   | Cantaor Benidorm            |
| Secun de la Rosa          | Presentador Tablao Flamenco |
| Pablo Méndez              | Joserra (Guitarras)         |
| Natalie Pinot             | Enfemera Residencia         |
| Agoney                    | Cover Andy Bell             |
| Benja de la Rosa          | Padre de Margarita          |
| Carmen Mayordomo          | Madre de Margarita          |
| Álex Escribano            | Cantante Spanglish          |
| Pepa Pedroche             | Abuela de Dani              |
| Vicente de Castro         | Guitarra Cantaor Benidorm   |
| Lidia Mínguez             | Maddona                     |
| Inés León                 | Lourdes María               |
| Belén Bottarini           | Novia de Moni               |
| Isabel Torrijo            | Clienta Shirleys            |
| Tirzha Yasmin Van Deursen | Camarera Spanglish          |

## Estreno
La película inaugura el Festival de Málaga Cine en Español el 3 de junio de 2021. El 23 de julio del mismo año, se estrena la película en cines.

## Música
La película cuenta con una banda sonora con covers de temas de grandes artistas, como The Killers, Erasure, Amy Winehouse, Lady Gaga, Shirley Bassey, Gloria Gaynor, La Marelu, Loquillo, Antonio Vega, Nena Daconte y Raphael, entre otros. Además, incluye un tema inédito exclusivo compuesto e interpretado por Antonio Orozco. También se podrán escuchar las voces de artistas como Rocío Márquez («Mala de Marelu»), Kexxy Pardo («Ring My Bell») y Agoney («Little Respect»). Aparecerá también la cantante de flamenco Esperanza Rancapino y habrá un cameo de Vicente de Castro "Parrita". La BSO la publica Universal Music y sale a la venta en formato digital y en una edición exclusiva en vinilo, coincidiendo con el estreno en cines.

## Premios y nominaciones
| Premio                                    | Categoría                                   | Receptor(es)                                                                   | Resultado |
| ----------------------------------------- | ------------------------------------------- | ------------------------------------------------------------------------------ | --------- |
| Festival de Málaga Cine en Español (2021) | Biznaga de Oro a la mejor película          | El Cover                                                                       | Nominada  |
| Festival de Málaga Cine en Español (2021) | Premio Jurado Joven al mejor largometraje   | El Cover                                                                       | Ganadora  |
| Festival Ópera Prima de Tudela (2021)     | Premio Ciudad de Tudela a la mejor película | El Cover                                                                       | Ganadora  |
| Festival Ópera Prima de Tudela (2021)     | Premio Joven Tudela-Cultura                 | El Cover                                                                       | Ganadora  |
| Premios Goya (2022)                       | Mejor canción original                      | "Que me busquen por dentro" Compositores: Antonio Orozco,Jordi Colell Pinillos | Nominada  |
| Premios Feroz (2022)                      | Mejor Película de Comedia                   | El Cover                                                                       | Nominada  |
| Premios Berlanga (2021)                   | Mejor Actriz de Reparto                     | Carolina Yuste                                                                 | Ganadora  |
| Premios Berlanga (2021)                   | Mejor Vestuario                             | Giovanna Ribes                                                                 | Ganadora  |
| Premios Berlanga (2021)                   | Mejor Maquillaje y Peluquería               | Vicen Betí                                                                     | Ganadora  |
| Premios Berlanga (2021)                   | Mejor Sonido                                | José Manuel Sospedra                                                           | Ganadora  |
| Premios Berlanga (2021)                   | Mejor Música Original                       | Nacho Mañó y Joana Estevao                                                     | Ganadora  |